# 초 유왕
초 유왕(楚 幽王, ? ~ 기원전 228년 음력 1월, 재위: 기원전 237년 ~ 기원전 228년 음력 1월)은 중국 전국 시대 초나라의 40대 군주이자 24대 왕으로, 성은 미(羋), 씨는 웅(熊), 휘는 한(悍, 사마정의 《사기색은(史記索隱)》에서는 捍) 또는 도(悼)이다. 고열왕과 권신 이원의 누이의 아들이다.

## 사적
유왕 10년(기원전 228년), 죽었다. 친아우 유(猶)가 뒤를 이었다(애왕). 《자치통감》에서는 초나라 사람들이 유왕의 아우 석(郝)을 왕으로 세웠다고 한다.

### 내용주
1. ↑  이상 이들 세 명은 모두 애왕의 서형들이다. 그러나 이들을 고열왕의 서제로 보는 견해도 있다[1]. 이를 따를 경우 이들은 유왕과 애왕에게는 숙부에 해당한다.

### 참조주
1. ↑  낙과강(駱科强) (2009년 1월). “昌平君和昌文君事迹辨析及其身份推測” [창평군과 창문군의 사적 변별·분석과 그 신분의 추측]. 《카슈가르사범학원학보》 (중국어) (카슈가르대학) 30 (1): 47. doi:10.13933/j.cnki.j.kashgar.teach.coll.2009.01.007.
2. 1 2  사마천, 《사기》 권40 세가10 초세가(楚世家)
3. ↑  사마천, 《사기》 권78 열전18 춘신군열전(春申君列傳)
4. 1 2  사마천, 《사기》 권15 표3 육국연표(六國年表)
5. 1 2  유향, 《열녀전》 권7 얼폐전(孼嬖傳) 중 초 고열왕의 이후(李后)[楚考李后]
6. ↑  사마광, 《자치통감》 권6 진기(秦紀)1
7. ↑  호삼성, 《자치통감음주》 권6 진기(秦紀)1
8. ↑  엄연, 《자치통감보》 권6 열국기 계유(B.C.228), 상주 사보루(思補樓) 교정인쇄본 《자치통감보》(6), 57/79.

## 참고 문헌
| 전임 아버지 고열왕 웅완 | 제40대 초나라의 군주 기원전 237년 ~ 기원전 228년 | 후임 동생 애왕 웅유 |

| 전임 초 고열왕 | 제40대 초나라 국왕 기원전 237년 ~ 기원전 228년 | 후임 초 애왕 |